# Dolioles
Doliolida
Ordre
Les Doliolida (dolioles) sont un ordre de tuniciers (ou urochordés) dont les espèces vivent dans les mers chaudes. Celles-ci sont proches des pyrosomes et des salpes auxquels elles ressemblent beaucoup.

## Cycle de développement
La fécondation de l’œuf donne naissance à une larve libre immobile possédant une queue soutenue par une corde dorsale. [réf. souhaitée] La présence de la corde uniquement dans la queue justifie le nom du clade des Urochordés. La queue disparaît ensuite, on dit que ces tuniciers sont des caducicordés, tout comme les autres Thaliacés et les Ascidiacés et contrairement aux Appendiculaires qui sont pérennichordés. La larve possède une ébauche de tube nerveux. Cette larve se développe en oozoïde asexué, en forme de tonnelet et mesurant quelques millimètres ou centimètres. Contrairement à la condition des ascidiacés, et comme les autres Thaliacés, le siphon buccal et le siphon cloacal sont opposés sur l’animal. Ils se rejoignent au niveau de la branchie, un diaphragme portant quatre fentes brachiales [réf. souhaitée]. L’oozoïde porte un appendice dorsal et un stolon sur sa face ventrale, qui donne naissance par un processus de strobilisation (étranglement) à trois générations de blastozoïdes, les deux premières étant stériles et la troisième sexuée. Les blastozoïdes, produits au niveau du stolon ventral, vont ensuite se fixer sur l'appendice dorsal. L’oozoïde régresse alors et perd la plupart de ses organes à l’exception du système nerveux et musculaire. Il est cependant incapable de se nourrir, ayant perdu le système digestif. Les blastozoïdes issus d’un même oozoïde restent associés en une colonie flottante. Cependant les deux dernières générations quittent la colonie et les blastozoïdes sexués libèrent leurs gamètes dans l’eau.

## Anatomie
Contrairement aux Pyrosomes, les dolioles sont (comme les salpes) des Thaliacés ne possédant pas de cavité péribranchiale. Ils disposent de quatre paires de fentes branchiales. Les blastozoïdes forment trois types différents, ayant chacun une fonction différente. Les premiers sont appelés les gastérozoïdes et servent à nourrir la colonie. Les deuxièmes, plus petits, sont les phorozoïdes, qui ont pour fonction de porter les troisièmes, les plus petits, appelés les gonozoïdes, qui eux sont sexués et hermaphrodites (ils possèdent à la fois des testicules et des ovaires) et ont pour rôle la reproduction. Les phorozoïdes se détachent de la colonie, emportant avec eux les gonozoïdes. Puis les gonozoïdes quittent leurs phorozoïdes et libèrent leurs gamètes. La fécondation a lieu dans l’eau et forme une nouvelle larve. Cette différenciation des tâches des différents blastozoïdes et cette complexité du développement sont uniques aux dolioles chez les Tuniciers. Les oozoïdes possèdent neuf bandes musculaires. Etant asexués ils ne possèdent pas de gonades Les gonozoïdes sont remarquables par leurs huit bandes musculaires.

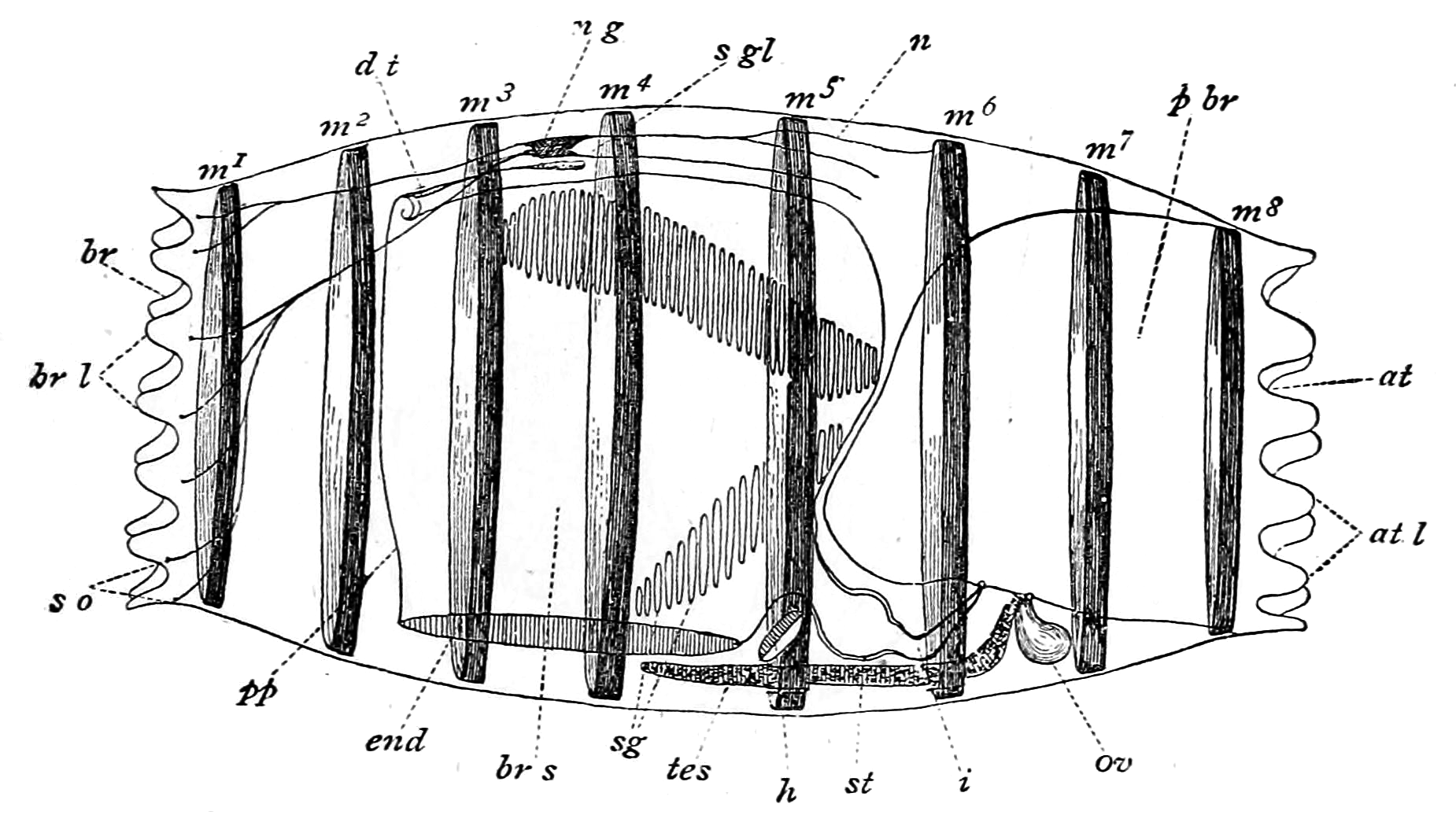
Anatomie de Doliolum denticulatum.Noter les huit bandes musculaires, le siphon buccal et le siphon cloacal aux deux extrémités, et le ganglion nerveux en haut à droite.

## Liste des familles
Selon World Register of Marine Species (1 avril 2014) :
- - sous-ordre Doliolidina Godeaux, 1996
    - famille Doliolidae Bronn, 1862
    - famille Doliopsoididae Godeaux, 1996

  - sous-ordre Doliopsidina Godeaux, 1996
    - famille Doliolunidae Robison, Raskoff & Sherlock, 2005
    - famille Doliopsidae Godeaux, 1996
    - famille Paradoliopsidae Godeaux, 1996

## Écologie
Les dolioles se rencontrent mers tropicales. Ils peuvent se déplacer grâce au flux d’eau qu’ils génèrent dans leur corps, entre le siphon buccal et le siphon cloacal, mais aussi grâce aux contractions des muscles de leurs corps.